# Комплекс з виробництва добрив у Жанатасі
Комплекс з виробництва добрив у Жанатасі – виробничий майданчик, що споруджується на півдні Казахстану.
В другій половині 20 століття в районі міста Жанатас виник потужний центр з видобутку фосфоритів Каратауського фосфоритоносного басейну, до якого увійшли рудники Жанатас, Кістас та Коксу.  А в 1990-му за півтора десятка кілометрів від міста Жанатас та біч-о-біч з кар’єром Кістас почав роботу Каратауський хімічний завод, призначений для випуску фосфоритових котунів. За проектом він мав отримати три обпалювальні машини типу ОК-3-520/536 з робочою площею спікання 536 м2, втім, встигли запустити лише одну, а в 1993-му на тлі краху планової економіки виробництво зупинилось.
В подальшому майданчик заводу перейшов до АТ «Сари-Тас», яке також отримало права на видобуток фосфоритів з більшості секторів родовища Кок-Жон та з родовища Гіммельфарбське. В 2008-му 50,7% акцій «Сари-Тас» придбав на приватизаційному аукціоні російський концерн «Єврохім», який станом на кінець 2010-х довів свою частку до 58,8%. Умовами продажу передбачалось спорудження потужного хімічного комплексу, який би мав випускати 1 млн тон аміачної селітри та 1 млн тон фосфорних добрив на рік, а також продукувати напівфабрикати – сірчану кислоту, аміак та азотну кислоту в обсягах 1,6 млн тон, 0,7 млн тон та 0,36 млн тон відповідно.
Втім, у підсумку плани щодо асортименту продукції комплексу добрив суттєво змінили і станом на середину 2010-х йшла мова про випуск 1,2 млн тон дикальційфосфату та сульфату калію, із отриманням як побічні продукти 120 тисяч тон хлориду кальцію та 400 тисяч тон гіпсу. 
Станом на 2023 рік на майданчику майбутнього заводу добрив велись будівельні роботи, а його потужність анонсувалась як 1 млн тон добрив на рік.